# Veresegyházi kistérség
A Veresegyházi kistérség kistérség Pest megyében, központja: Veresegyház.

## Települései
| Csomád       | Erdőkertes | Galgamácsa  | Őrbottyán | Vácegres |
| Váckisújfalu | Vácrátót   | Veresegyház |           |          |

## Lakónépesség alakulása
| Település    | Lélekszám (2006) | Lélekszám (2009) |
| ------------ | ---------------- | ---------------- |
| Veresegyház  | 12 967           | 15 633           |
| Erdőkertes   | 6 576            | 7 437            |
| Őrbottyán    | 5 984            | 7 109            |
| Galgamácsa   | 1 975            | 1 986            |
| Vácrátót     | 1 744            | 1 864            |
| Csomád       | 1 042            | 1 405            |
| Vácegres     | 906              | 887              |
| Váckisújfalu | 497              | 472              |
| Összesen     | 31 682           | 36 793           |